# Pressure Drop
Singles de Maytals
Sweet & Dandy / Oh Yea 54-46 That's My Number (en) / The Man
Pressure Drop est une chanson du groupe jamaïcain de ska et de reggae The Maytals parue en 1969. Elle est incluse dans leur album Monkey Man, sorti en 1970.

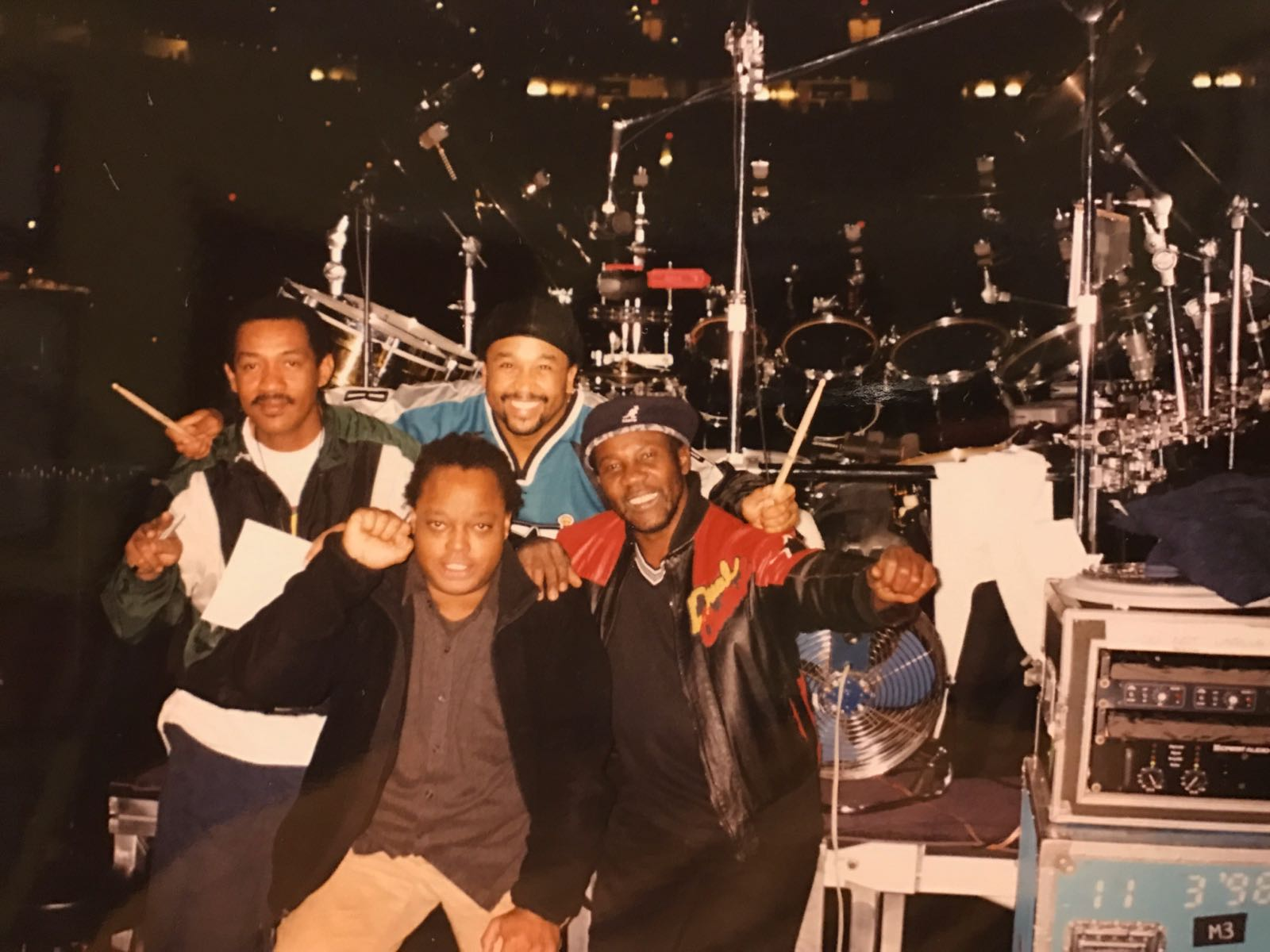
Les membres des groupes The Maytals (Toots Hibbert et Paul Douglas) et du Dave Matthews Band (LeRoi Moore et Carter Beauford) en 1998.

En 1972, la chanson est utilisée dans la bande originale du film The Harder They Come.
En 2004, Rolling Stone classe cette chanson, dans la version originale des Maytals, 446e sur sa liste des « 500 plus grandes chansons de tous les temps », puis 278e dans la nouvelle liste publiée par le magazine en 2021.

## Composition
La chanson est écrite par Toots Hibbert. L'enregistrement de Toots et les Maytals est produit par Leslie Kong. Edité en single en 1969, il est intégré en 1970 dans l'album Monkey Man publié en Jamaïque par Beverley's Records, le label de Kong. L'interprétation des Maytals mêle la Southern soul avec les racines jamaïcaines dans une ferveur proche du gospel.

## Liste des pistes
Single 7" 45 tours — Trojan Records TR-7709 (R.-U., 1969)
A. The Maytals — Pressure Drop
B. Beverley All Stars — Smoke Screen

## Reprises
La chanson est reprise par de nombreux artistes, parmi lesquels Robert Palmer, The Specials, Keith Richards, Izzy Stradlin and the Ju Ju Hounds, The Oppressed et le groupe de rock anglais The Clash en 1979, sur la face B du single English Civil War.

## Utilisation dans le médias
Pressure Drop est une des chansons emblématiques du film jamaïcain The Harder They Come avec Jimmy Cliff.
La chanson apparaît en 2004 dans le jeu vidéo Grand Theft Auto: San Andreas.